# Zuzu Angel (filme)
Zuzu Angel  é um filme de drama biográfico brasileiro de 2006 dirigido por Sérgio Rezende e estrelado por Patrícia Pillar, Daniel de Oliveira, Camilo Bevilacqua, Luana Piovani e Leandra Leal. A produção é de Joaquim Vaz de Carvalho, a produção executiva de Heloísa Rezende, a  trilha sonora de Cristóvão Bastos, a direção de fotografia de Pedro Farkas, a direção de produção de Laís Chamma e Mílton Pimenta, a direção de arte de Marcos Flaksman, o figurino de Kika Lopes e a edição de Marcelo Moraes.
Zuzu Angel foi uma estilista brasileira, mãe do militante político Stuart Angel Jones e da jornalista Hildegard Angel. Zuzu teve seu filho torturado e assassinado pela ditadura militar brasileira. Na virada dos anos 60 para os anos 70, Stuart Jones, filho de Zuzu e então estudante de economia, passou a integrar as organizações clandestinas que combatiam a ditadura militar.
A partir daí, a apolítica Zuzu entraria em uma guerra contra o regime pela recuperação do corpo de seu filho, envolvendo até os Estados Unidos, país de seu ex-marido e pai de Stuart. A busca de Zuzu pelas explicações, pelos culpados e pelo corpo do filho só terminou com sua morte, ocorrida na madrugada de 14 de abril de 1976, num acidente de carro na Estrada da Gávea.
Uma semana antes do acidente, Zuzu deixara na casa de Chico Buarque de Hollanda um documento que deveria ser publicado caso algo lhe acontecesse, em que escreveu: "Se eu aparecer morta, por acidente ou outro meio, terá sido obra dos assassinos do meu amado filho". Depois de sua morte, Zuzu foi homenageada em livros, música e filme. O mesmo Chico Buarque compôs, sobre melodia de Miltinho, a música Angélica, em 1977, em homenagem à estilista.

## Sinopse
Conta a história da estilista Zuzu Angel que teve seu filho torturado e assassinado pela ditadura militar. Ela também foi morta em um acidente de carro forjado pelos militares do exército ditatorial em 1976.

## Elenco
- Patrícia Pillar .... Zuzu Angel
- Daniel de Oliveira .... Stuart Angel
- Luana Piovani .... Elke Maravilha
- Leandra Leal .... Sônia
- Alexandre Borges .... Fraga
- Ângela Vieira .... Lúcia
- Ângela Leal .... Elaine
- Flávio Bauraqui .... Mota
- Paulo Betti .... Carlos Lamarca
- Nélson Dantas .... sapateiro, pai de Lamarca
- Regiane Alves .... Hildegard Angel
- Fernanda de Freitas .... Ana Angel
- Caio Junqueira .... Alberto
- Aramis Trindade .... tenente
- Antônio Pitanga .... policial
- Elke Maravilha .... cantora do cabaré
- Ivan Cândido .... capelão
- Othon Bastos .... brigadeiro João Paulo Burnier
- Rhana Abreu .... aeromoça
- Sérgio Abreu .... repórter
- Alexandre Ackerman .... agente aeroporto
- Ricardo Alegre .... coveiro
- Camila Almeida .... cliente loja
- Ana Luisa Alves .... funcionária loja
- Marcos Bavuso .... soldado
- Camilo Bevilácqua .... policial agressivo
- Márcio Cândido .... almirante
- Marco Antônio Cicinello .... sargento
- Chico Expedito .... General Bosco
- Rodrigo Fagundes .... funcionário Sheraton
- Márcia Falabella .... empregada
- Marcelo Gaio .... capitão
- Isio Ghelman .... Norman Angel
- Sarita Hauck .... revolucionária
- David Herman .... Ray Bunker
- Samir Huauji .... policial
- Ricardo Kosovski .... jornalista
- Jaime Leibovitch .... Senador Church
- Matheus Malone .... amigo 2
- Márcia Nunes .... moça no Copa
- Rafael Ponzi .... banqueiro
- Tião D'Ávila .... juiz militar
- Joana Seibel .... modelo
- João Vitor Silva .... Stuart Angel (criança)
- Tobias Volkmann .... agente Sheraton
- Otto Zarro .... amigo 1
- Hudson Cumani ... Pessoa no Tribunal

## Prêmios e Indicações
| Ano  | Prêmio                             | Categoria                              | Nomeações                                                    | Resultado | Ref.              |
| ---- | ---------------------------------- | -------------------------------------- | ------------------------------------------------------------ | --------- | ----------------- |
| 2006 | Prêmio Qualidade Brasil            | Melhor Filme                           | Zuzu Angel                                                   | Indicado  | [ 4 ] [ 5 ] [ 6 ] |
| 2006 | Prêmio Qualidade Brasil            | Melhor Diretor                         | Sérgio Rezende                                               | Indicado  | [ 4 ] [ 5 ] [ 6 ] |
| 2006 | Prêmio Qualidade Brasil            | Melhor Atriz                           | Patrícia Pillar                                              | Venceu    | [ 4 ] [ 5 ] [ 6 ] |
| 2006 | Prêmio Qualidade Brasil            | Melhor Atriz Coadjuvante               | Luana Piovani                                                | Venceu    | [ 4 ] [ 5 ] [ 6 ] |
| 2006 | Prêmio Qualidade Brasil            | Melhor Ator Coadjuvante                | Othon Bastos                                                 | Indicado  | [ 4 ] [ 5 ] [ 6 ] |
| 2007 | Prêmio Contigo! de Cinema          | Melhor Filme (Júri Oficial)            | Zuzu Angel                                                   | Indicado  | [ 7 ] [ 8 ]       |
| 2007 | Prêmio Contigo! de Cinema          | Melhor Diretor (Júri Oficial)          | Sérgio Rezende                                               | Indicado  | [ 7 ] [ 8 ]       |
| 2007 | Prêmio Contigo! de Cinema          | Melhor Atriz (Júri Oficial)            | Patrícia Pillar                                              | Indicada  | [ 7 ] [ 8 ]       |
| 2007 | Prêmio Contigo! de Cinema          | Melhor Ator Coadjuvante (Júri Oficial) | Daniel de Oliveira                                           | Indicado  | [ 7 ] [ 8 ]       |
| 2007 | Prêmio Contigo! de Cinema          | Melhor Roteiro (Júri Oficial)          | Marcos Bernstein e Sérgio Rezende                            | Indicado  | [ 7 ] [ 8 ]       |
| 2007 | Prêmio Contigo! de Cinema          | Melhor Trilha Sonora (Júri Oficial)    | Cristóvão Bastos                                             | Indicado  | [ 7 ] [ 8 ]       |
| 2007 | Prêmio Contigo! de Cinema          | Melhor Figurino (Júri Oficial)         | Kika Lopes                                                   | Venceu    | [ 7 ] [ 8 ]       |
| 2007 | Prêmio Contigo! de Cinema          | Melhor Ator Coadjuvante (Júri Popular) | Daniel de Oliveira                                           | Venceu    | [ 7 ] [ 8 ]       |
| 2007 | Prêmio Guarani                     | Melhor Filme                           | Zuzu Angel                                                   | Indicado  | [ 9 ]             |
| 2007 | Prêmio Guarani                     | Melhor Direção                         | Sérgio Rezende                                               | Indicado  | [ 9 ]             |
| 2007 | Prêmio Guarani                     | Melhor Atriz                           | Patrícia Pillar                                              | Indicada  | [ 9 ]             |
| 2007 | Prêmio Guarani                     | Melhor Roteiro Original                | Marcos Bernstein e Sérgio Rezende                            | Indicado  | [ 9 ]             |
| 2007 | Prêmio Guarani                     | Melhor Edição                          | Marcelo Moraes                                               | Indicado  | [ 9 ]             |
| 2007 | Prêmio Guarani                     | Melhor Direção de Arte                 | Marcos Flaksman                                              | Indicado  | [ 9 ]             |
| 2007 | Prêmio Guarani                     | Melhor Figurino                        | Kika Lopes                                                   | Venceu    | [ 9 ]             |
| 2007 | Prêmio Guarani                     | Melhor Trilha Sonora                   | Cristóvão Bastos                                             | Indicado  | [ 9 ]             |
| 2007 | Prêmio Guarani                     | Melhor Som                             | Miriam Biderman, Ana Chiarini, Ricardo Reis e Fernando Henna | Indicado  | [ 9 ]             |
| 2007 | Prêmio Guarani                     | Melhor Maquiagem                       | Martín Macías Trujillo                                       | Indicado  | [ 9 ]             |
| 2007 | Prêmio Guarani                     | Melhor Filme (Júri Popular)            | Zuzu Angel                                                   | Indicado  | [ 9 ]             |
| 2008 | Grande Prêmio do Cinema Brasileiro | Melhor Atriz                           | Patrícia Pillar                                              | Indicada  | [ 10 ] [ 11 ]     |
| 2008 | Grande Prêmio do Cinema Brasileiro | Melhor Ator Coadjuvante                | Daniel de Oliveira                                           | Indicado  | [ 10 ] [ 11 ]     |
| 2008 | Grande Prêmio do Cinema Brasileiro | Melhor Direção de Arte                 | Marcos Flaksman                                              | Indicado  | [ 10 ] [ 11 ]     |
| 2008 | Grande Prêmio do Cinema Brasileiro | Melhor Figurino                        | Kika Lopes                                                   | Venceu    | [ 10 ] [ 11 ]     |
| 2008 | Grande Prêmio do Cinema Brasileiro | Melhor Maquiagem                       | Martín Macías Trujillo                                       | Indicado  | [ 10 ] [ 11 ]     |
| 2008 | Grande Prêmio do Cinema Brasileiro | Melhor Som                             | Márcio Câmara, Miriam Biderman e Rodrigo de Noronha          | Indicado  | [ 10 ] [ 11 ]     |

## Curiosidades
- Foi o último filme do ator Nelson Dantas, que faleceu antes de sua estreia.
- O ator Caio Junqueira aparece nu frontal em cena de tortura pelos militares.